# Sylvie Lepeltier
Sylvie Lepeltier (nacida Sylvie Arnaud, 14 de mayo de 1962) es una deportista francesa que compitió en piragüismo en la modalidad de eslalon. Ganó cuatro medallas en el Campeonato Mundial de Piragüismo en Eslalon entre los años 1983 y 1993.

## Palmarés internacional
| Campeonato Mundial | Campeonato Mundial            | Campeonato Mundial | Campeonato Mundial |
| Año                | Lugar                         | Medalla            | Competición        |
| ------------------ | ----------------------------- | ------------------ | ------------------ |
| 1983               | Merano (Italia)               | Medalla de oro     | K1 por equipos     |
| 1985               | Augsburgo (RFA)               | Medalla de oro     | K1 por equipos     |
| 1987               | Bourg-Saint-Maurice (Francia) | Medalla de plata   | K1 por equipos     |
| 1993               | Mezzana (Italia)              | Medalla de oro     | K1 por equipos     |